# Pou del Celestino
El Pou del Celestino és una obra de Prades (Baix Camp) inclosa a l'Inventari del Patrimoni Arquitectònic de Catalunya.

## Descripció
Restes d'un pou de gel situat al pla del Celestino. Gairebé no se'n conserva res, tot i que dels tres pous que hi ha a la zona (Dineral, Celestino i Mas del Pagès) és el que es troba més preservat. Té una planta circular de 8 metres de diàmetre. En resten parts dels murs -de pedra escairada-, amb l'arrancada d'un arc. Es troba parcialment cobert de vegetació.

## Història
Documents del 1607, 1671 i 1682 esmenten "la neu de Prades", sense concretar si es refereixen a aquest o a altres pous que es troben a la vora de la vila de Prades, com el del Dineral.